# Тома Дуров
Тома Григоров Дуров с псевдоним Т. Бухов е български революционер, деец на Вътрешната македоно-одринска революционна организация и на Вътрешната македонска революционна организация.

## Биография
Дуров е роден в 1899 година в леринското село Пътеле, тогава в Османската империя, днес Агиос Панделеймонас, Гърция. Син е на Григор Дуров – дългогодишен ръководител на пътелейския революционен комитет. Тома Дуров също се занимава с революционна дейност и е арестуван от гръцките власти и лежи две години в затвор. След освобождаването си заминава за България и се включва в дейността на ВМРО. След 1925 година е войвода на чета в родното си Леринско. След 1928 година първоначално е на страната на протогеровистите и е охрана на Георги Попхристов. По-късно обаче застава на страната на Иван Михайлов. Участва в пленяването на Георги Попхристов, заради което е убит от протогеровисти на 20 октомври 1932 година. За убийството е задържан братовчед му Кирил Заринчев от групата на Петър Шанданов.

За него Иван Михайлов пише: 
Тома се е отличавал с доброта, но и със силен дух. Като юноша е влезнал в борба с група въоръжени гръцки войници, които го ранили с куршум в рамото. Селските гръцки власти са го чувствували като трън в очите си. За да го предпазят, родителите му го изпратили в Цариград и там е престоял две години като градинар. Завърнал се наново в селото си, гърците го взели войник и наскоро бил произведен в чин старший подофицер. Поверени му били група български пленници, след първата голема война — офицери и войници, за да ги пази. Той, обаче, ги улеснил да избегат в България. Усъмнили се в него гръцките власти, арестували го, измъчвали го и го осъдили на доживотен затвор. След две години и половина бил амнистиран, но отново взет на военна служба. Тогава вече забегва в Битоля. Заподозрен там от сръбските власти, след много премеждия се озовава в България и се установява на частна работа. С неговия съселянин Йосиф Зунков и още двама другари образуват чета, която заминава за Леринско.
Кирил Пърличев си спомня за него:
| „ | ...за убития Дуров те [михайловистите] някак свенливо изтъкват, че бил човек с голямо влияние в Леринско през последните десет години. Това всъщност е вярно, но има и нещо повече. Дуров спечели това си влияние, работейки на самото място и с всички рискове; той стоя в Македония до последна възможност и извърши там полезна и трайна работа, каквато можеше да върши и след забягването си, ако не беше разкола и покварата на михайловци, които в България развратиха мнозина способни македонци като Дуров. | “ |